# Регіони Північної Македонії

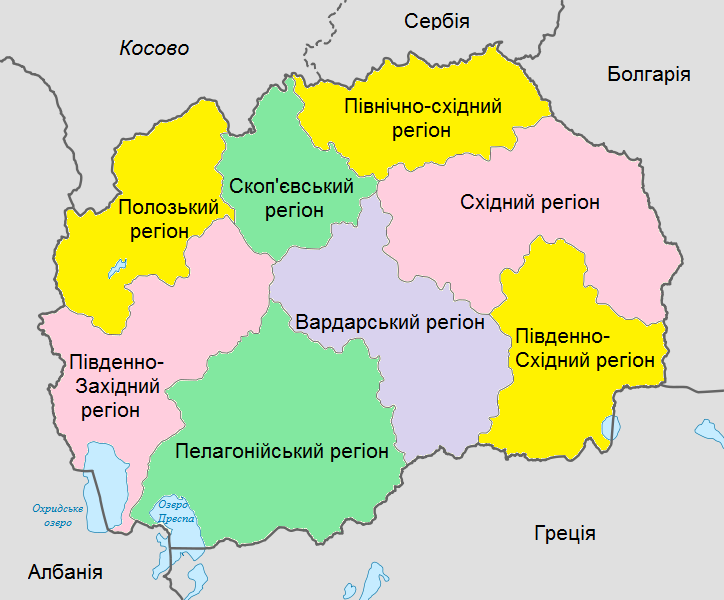
Регіони Македонії

Північна Македонія розділяється на 8 статистичних регіонів: Вардарський, Східний, Пелагонійський, Полозький, Північно-Східний, Скоп'євський, Південно-Східний і Південно-Західний регіони.

## Регіони
| Регіон                   | Назва                | Населення (2014) | Розташування |
| ------------------------ | -------------------- | ---------------- | ------------ |
| Східний регіон           | Источен регион       | 177,411          |              |
| Північно-Східний регіон  | Североисточен регион | 176,174          |              |
| Пелагонійський регіон    | Пелагониски регион   | 231,500          |              |
| Полозький регіон         | Полошки регион       | 319,532          |              |
| Скоп'євський регіон      | Скопски регион       | 617,646          |              |
| Південно-Східний регіон  | Југоисточен регион   | 173,572          |              |
| Південно-Західний регіон | Југозападен регион   | 220,065          |              |
| Вардарський регіон       | Вардарски регион     | 153,272          |              |